# Vincente Minnelli
Vincente Minnelli, pseudônimo de Lester Anthony Minelli, (Chicago, 28 de fevereiro de 1903 — Beverly Hills, 25 de julho de 1986) foi um cineasta norte-americano e considerado um dos criadores do moderno musical.

## Biografia
Era o filho mais novo de Mina Le Beau (uma franco-americana) e de Vincent Charles Minnelli (um ítalo-americano), condutor musical do Minnelli Brothers´ Tent Theater. Começou sua carreira com os pais como ator de espetáculos itinerantes e depois trabalhou como cenarista em Chicago e figurinista em Nova York.
Em 1936 estreou na direção teatral, fazendo na Broadway, "All home abroad". Em Hollywood, assinou contrato com a Metro Goldwyn Mayer e entre 1942 e 1962 dirigiu 29 filmes.
Ele dirigiu Meet Me in St. Louis (1944), quando namorou a estrela Judy Garland. Eles se casaram no ano seguinte tiveram sua filha única, Liza Minnelli, que cresceu e tornou-se uma estrela do cinema e dos palcos como cantora e atriz, inclusive vencedora do Óscar pelo filme "Cabaret".
Diretor de mais de 30 filmes, ele era considerado um renovador dos musicais norte-americanos e um grande vencedor de Óscares com filmes como "Um Americano em Paris" e "Gigi".
Ele se divorciou de Judy Garland em 1951 e quando morreu, em casa, dormindo, aos 83 anos, estava casado com Lee Minnelli. Encontra-se sepultado no Forest Lawn Memorial Park (Glendale), Glendale, Los Angeles, nos Estados Unidos.

## Filmografia
- Panama Hattie (1942)
- Cabin in the Sky (br: Uma Cabana no Céu) (1943)
- I Dood It (br: Muralhas de Jericó) (1943)
- Meet Me in St. Louis (br: Agora Seremos Felizes) (1944)
- The Clock (br: O Ponteiro da Saudade) (1945)
- Yolanda and the Thief (br: Yolanda e o Ladrão) (1945)
- Ziegfeld Follies (1946)
- Undercurrent (br: Correntes Ocultas) (1946)
- Till the Clouds Roll By (br: Quando as Nuvens Passam) (1946)
- The Pirate (br: O Pirata) (1948)
- Madame Bovary (br: A Sedutora Madame Bovary) (1949)
- Father of the Bride (br: O Pai da Noiva) (1950)
- Father's Little Dividend (br: O Netinho do Papai) (1951)
- An American in Paris (br: Sinfonia de Paris) (1951)
- Lovely to Look At (1952)
- The Bad and the Beautiful (br: Assim Estava Escrito) (1952)
- The Story of Three Loves (br: A História de Três Amores) (1953) (segmento de Madamoiselle)
- The Band Wagon (br: A Roda da Fortuna) (1953)
- The Long, Long Trailer (br: Lua-de-mel Agitada) (1954)
- Brigadoon (br: A Lenda dos Beijos Perdidos) (1954)
- The Cobweb (br: Paixões sem Freios) (1955)
- Kismet (1955)
- Lust for Life (br: Sede de viver) (1956)
- Tea and Sympathy (br: Chá e Simpatia) (1956)
- Designing Woman (br: Teu Nome É Mulher) (1957)
- The Seventh Sin (1957)
- Gigi (1958) (recebeu o Oscar de melhor diretor)
- The Reluctant Debutante (br: Brotinho Indócil) (1958)
- Some Came Running (br: Deus Sabe Quanto Amei) (1958)
- Home from the Hill (br: A Herança da Carne) (1960)
- Bells Are Ringing (br: Essa Loura Vale um Milhão) (1960)
- Four Horsemen of the Apocalypse (br: Os Quatro Cavaleiros do Apocalipse) (1962)
- Two Weeks in Another Town (br: A Cidade dos Desiludidos) (1962)
- The Courtship of Eddie's Father (br: Papai precisa casar) (1963)
- Goodbye Charlie (br: Um Amor do Outro Mundo) (1964)
- The Sandpiper (br: Adeus às Ilusões) (1965)
- On a Clear Day You Can See Forever (br: Num Dia Claro de Verão) (1970)
- A Matter of Time (br: Questão de Tempo) (1976)

## Prêmios
- Indicado ao Oscar de melhor diretor em 1952 por Sinfonia de Paris, e em 1959 por Gigi; venceu por este último.
- Indicado ao BAFTA em 1960 pelo filme Gigi.
- Indicado no Festival de Cannes ao Grande Prêmio do Festival em 1952, por Sinfonia de Paris, e em 1960 indicado à Palma de Ouro por Gigi.
- Indicado ao Globo de Ouro de melhor direção em 1952 por Sinfonia em Paris; em 1957 por Sede de Viver; e em 1959 por Gigi; ganhou por este último.